# Adrien Tournachon

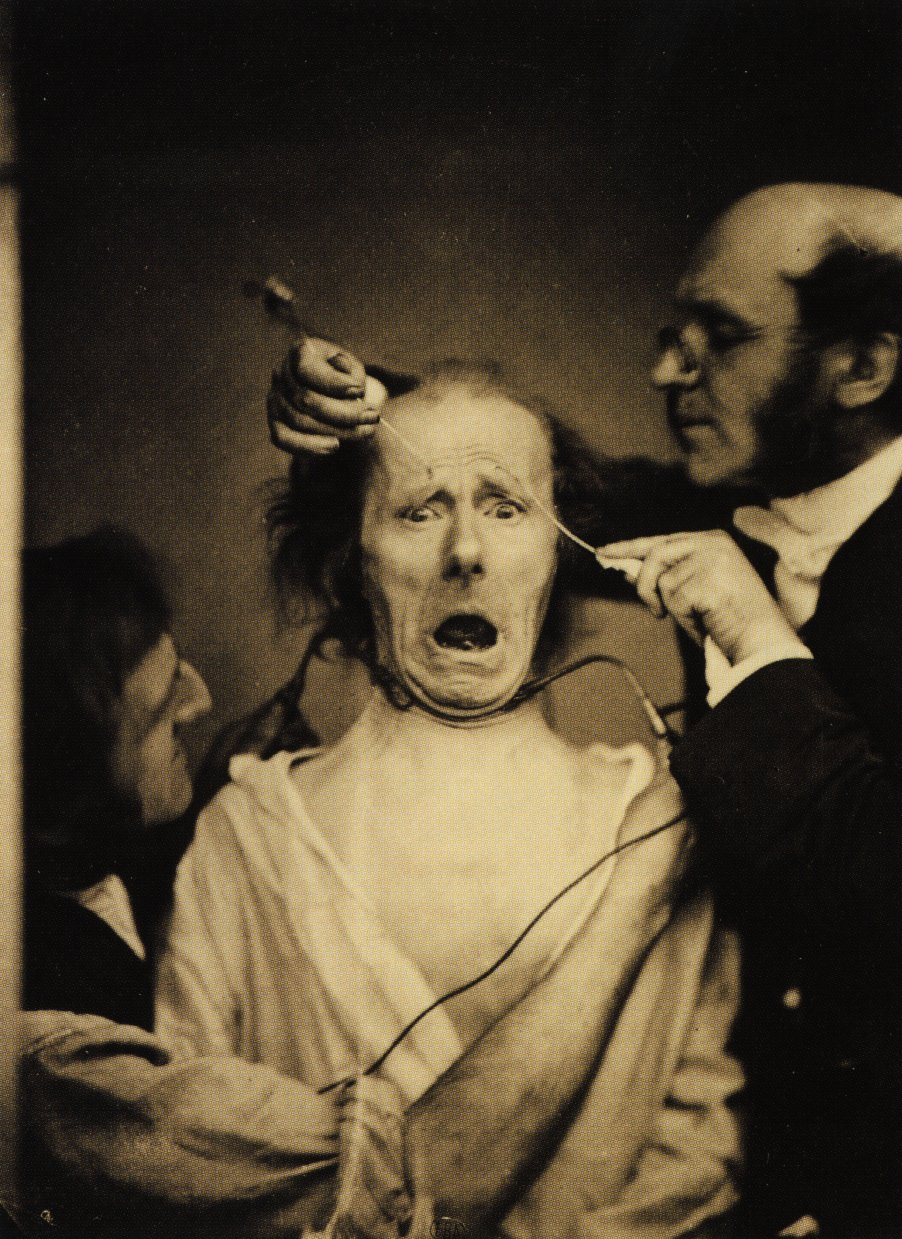
Adrien Tournachon: Experiment doktora Duchenna de Boulogne

Adrien Tournachon (25. srpna nebo 26. srpna 1825 – 24. ledna 1903) byl francouzský fotograf, umělec a designér, bratr Nadarův.

## Biografie
V roce 1845 se ve svých 20 letech Adrien Tournachon připojil ke svému staršímu bratrovi Félixovi (Nadarovi) v Paříži. Félix jej zasvětil do literárních a uměleckých kruhů a pomáhal mu získávat zakázky a zároveň mu zaplatil studium fotografování u Gustava Le Graye. V roce 1851 se Adrien stal součástí týmu, který založil jeho bratr, a který produkoval katalog pod názvem Panthéon Nadar s portréty stovek slavných osobností své doby. Adrien Tournachon si otevřel vlastní fotografické studio v roce 1853 v domě č. 11 na bulváru Kapucínek a své práce podepisoval jako Nadar jeune (Nadar junior); fotografoval portréty celebrit své doby. Souběžně se svou fotografickou činností se věnoval i malířství.
Adrien a Félix se časem stali obchodními konkurenty, Adrien po nějaký čas používal pseudonym Nadar, stejně jako jeho bratr Gaspard-Félix a také jím označoval své fotografie. Stejný podpis působil ve snímcích zmatky a byl příčinou soudní pře mezi oběma bratry, kterou proti Adrienovi inicioval Félixe. Soudní pře trvala od března 1856 do prosince 1857. Konečný rozsudek nakonec svolil používat značku pouze Felixovi, jako jedinému uživateli pseudonymu. Toto užívání jednoho pseudonymu oběma bratry vedlo k připsání významné části Adrienova fotografického díla jeho bratrovi. Tento proces je také jedním z prvních svého druhu, který se zabývá autorstvím fotografa. S laskavým svolením svého otce používal dále pseudonym Nadar Felixův syn Paul.

## Dílo
Podle historiků Anne de Mondenardové a Marca Pagneuxe Adrien Tournachon, a nikoli jeho bratr Félix, fotografoval několik tehdejších nejvýznačnějších osobností hudebního umění (Giacomo Meyerbeer a Gioachino Rossini), výtvarného umění (Decamps, Gustave Doré, Jean-Louis-Ernest Meissonier a Horace Vernet) a literatury (Dumas mladší, Alphonse de Lamartine, Gérard de Nerval a Alfred de Vigny).
Adrien Tournachon také vytvořil sérii portrétů mima Charla Deburau v roce 1855. Od roku 1856 fotografoval osoby podrobované pokusům neurologa Guillauma Duchenne de Boulogne.

## Galerie

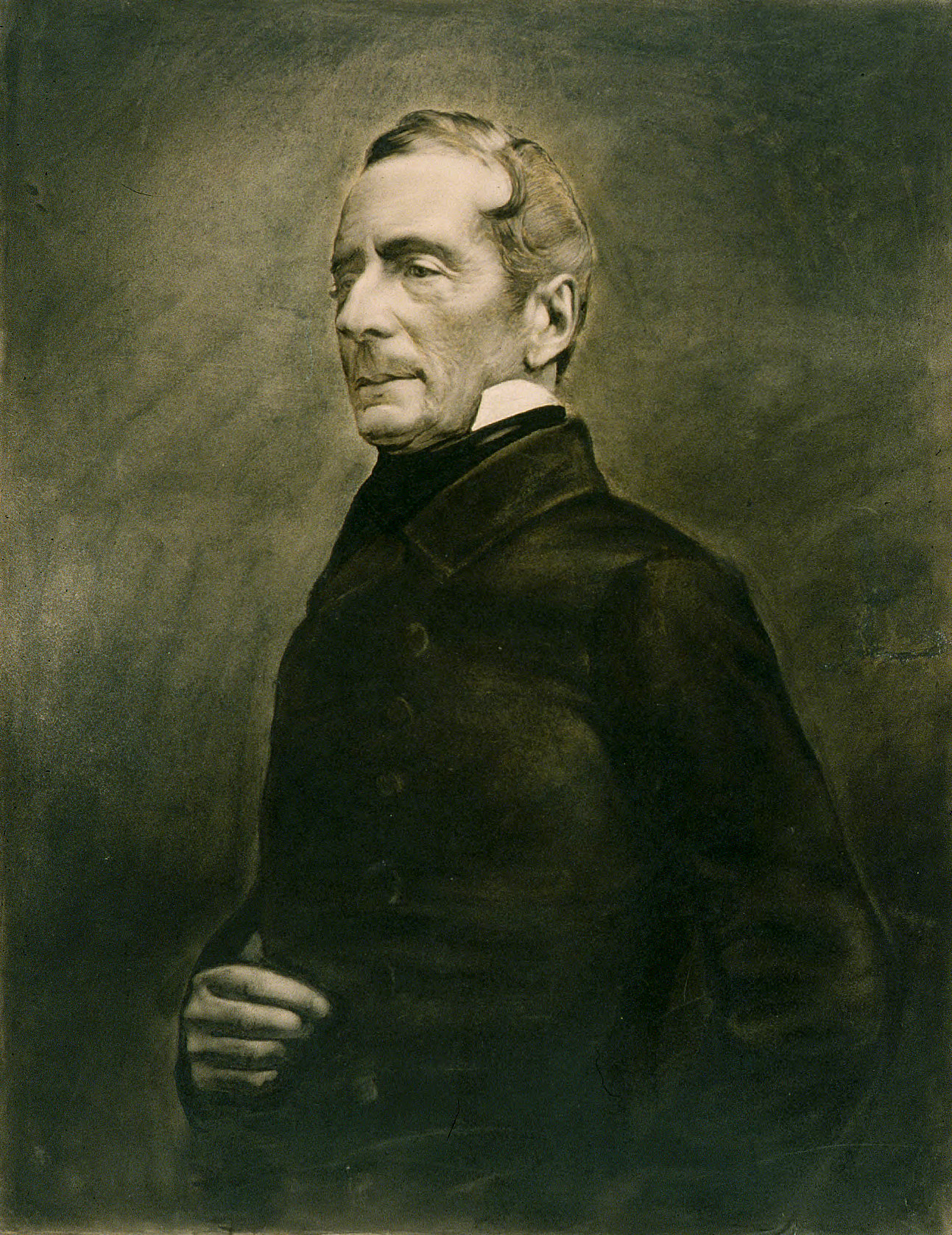
Alphonse de Lamartine, 1856
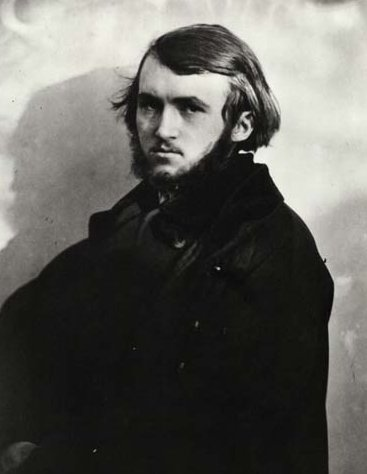
Gustave Doré
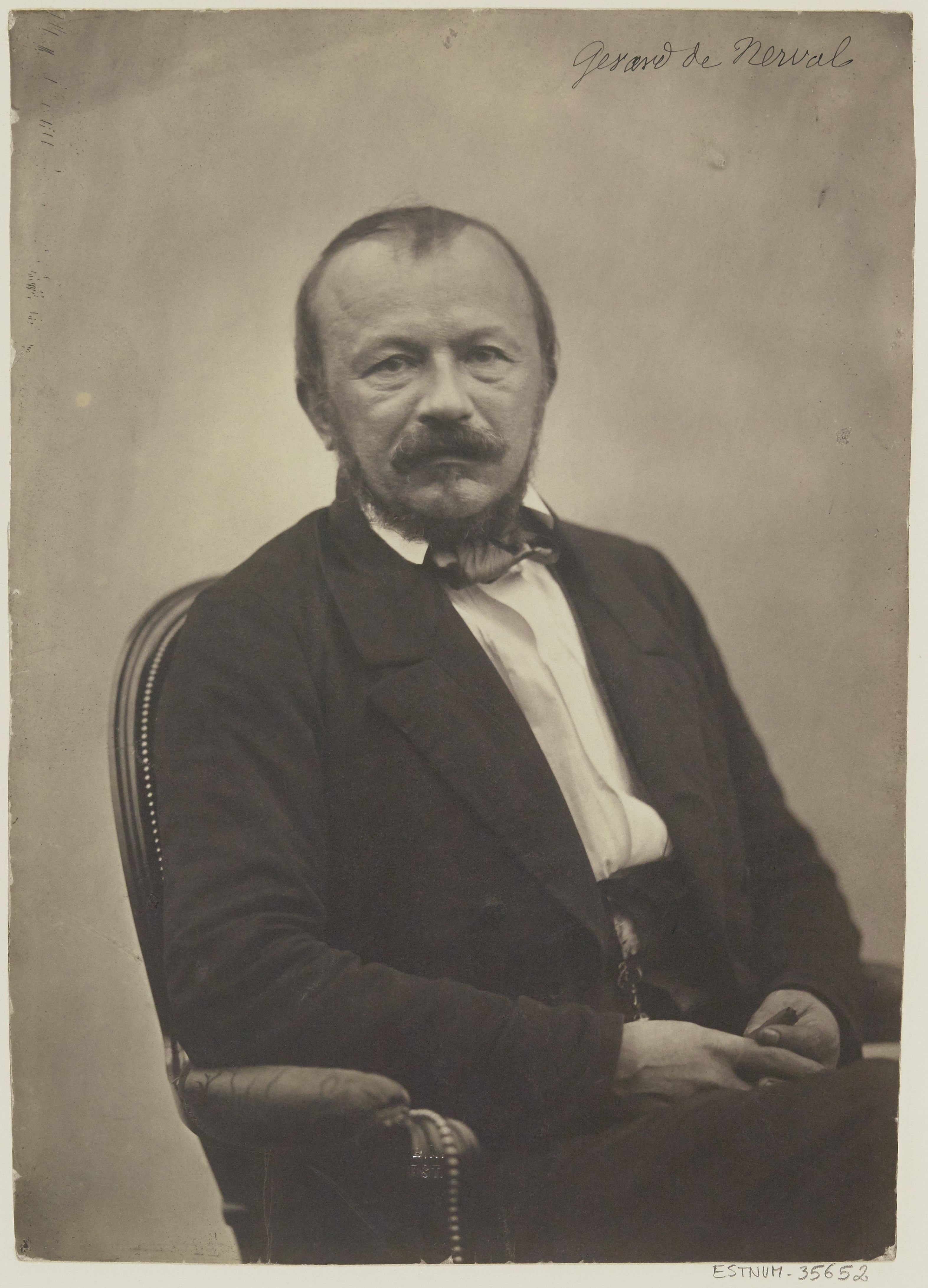
Gérard de Nerval
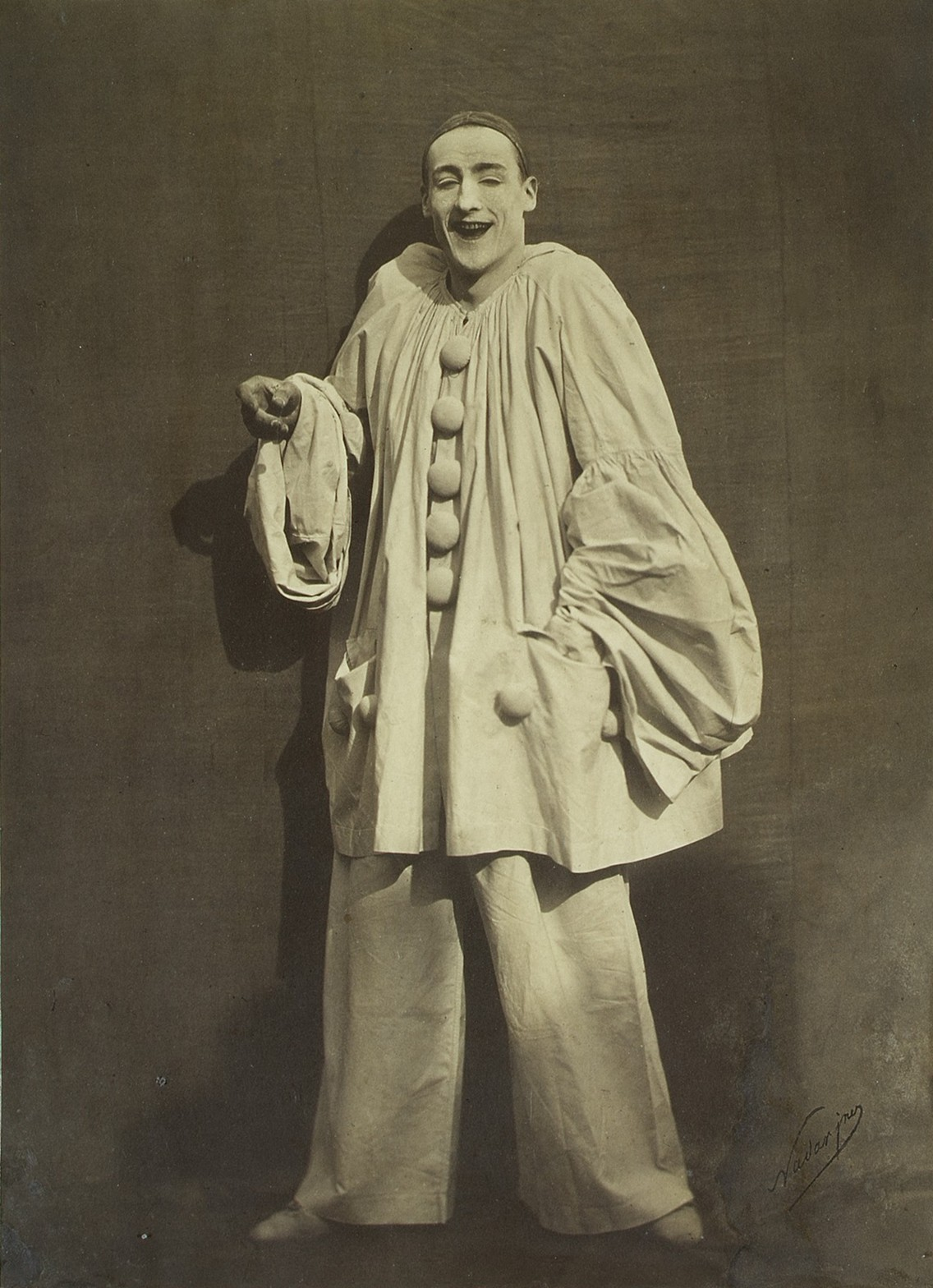
Charles Deburau
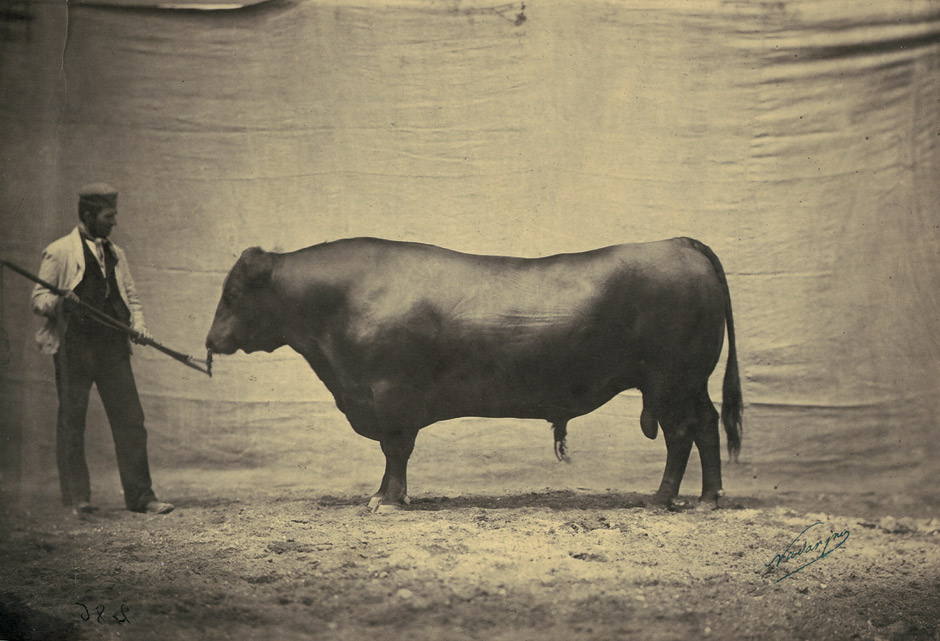
Anguský býk se svým majitelem na zemědělském veletrhu v Paříži, 1856